# Lydia Moisés
Lydia Moisés (Santo André, 3 de fevereiro de 1983) é uma cantora de música cristã contemporânea brasileira. Possui 7 álbuns de estúdio, 1 DVD Ao Vivo e 20 singles. Além disso, é conhecida por ser ex-integrante da Banda Voz da Verdade, onde permaneceu por quinze anos e alcançou grande projeção no meio gospel. É conhecida também como "voz de trovão" devido à sua projeção de tiples.

## Tipo de voz
Lydia Moisés, é considerada uma soprano. Sua voz abrange do C3-G♯7, 4 oitavas e 4 tons. Com voz mista Lydia pode executar um D6, além de tiples na sexta e na sétima oitava. Uma de suas interpretações que demonstra essa técnica é na música "O Verbo", do álbum Projeto no Deserto, 2001, ainda pela banda Voz da Verdade. No lançamento DVD ao vivo em 2002, ela emite um G♯6 no início da música. Na música "Amém" do seu álbum "Protegida" ela emite um E6 em passaggio, também, considerado um tiple. Já na canção "Yo Puedo" é onde ela demonstra maior parte de sua extensão, do C3 ao A6, cerca de 3 oitavas, 4 tons e 1 semitom.

## Biografia
Nascida em 3 de fevereiro de 1983, é a filha caçula do pr. José Luiz Moisés e pra. Rita de Cássia Moisés. Em meados de 1997, Lydia e sua família moraram em San Francisco, Califórnia e começaram a organizar cultos evangélicos em sua própria casa, onde havia um piano velho. De volta ao Brasil, em 1999, realiza-se sua primeira participação no conjunto Voz da Verdade, cantando a faixa "Esconderijo" em dueto com seu pai José Luiz, no álbum "O Espelho" em 1999 e o VHS em 2000.
Lydia aprimora seu talento a cada lançamento do Voz da Verdade projetando-se ainda mais em sua carreira musical gravando em vários estilos como rock, metal sinfônico, pop, oriental, pentecostal, worship entre outros.
Em 2005, gravou seu primeiro álbum solo intitulado "Protegida" com grande sucesso de vendas. No mesmo ano Lydia foi premiada com o Troféu Talento na categoria Revelação Feminina.
Em abril de 2006, Lydia sofreu um grave acidente de automóvel durante uma chuva muito forte em São Paulo. O carro girou e bateu no poste que quebrou ao meio e partiu o carro em duas partes. Ela sobreviveu! Quebrou o pescoço e após cirurgias como sequela perdeu a sensibilidade de parte de seu braço esquerdo.
Em 2009, casou-se com o advogado Rafael Nobile Matos, que atualmente, é seu ex-marido desde 2019 com quem tem seu filho Matheus Moisés, vivenciando diariamente os desafios como mãe atípica.
Também, em 2009 Lydia gravou seu segundo álbum com o título "Desafio", música composta por seu primo Ricardo Barbosa. O CD "Desafio", produzido por José Luiz Moisés, tem 11 faixas inéditas, todas feitas em gravação analógica e digital pelo maestro Edielson Aureliano.
Em abril de 2010, Lydia gravou seu primeiro DVD na Assembleia de Deus do Brás, apresentando músicas dos seus dois primeiros CDs. O projeto contou com a participação especial de seus pais José Luiz Moisés e Rita de Cássia Moisés, além de seu tio e líder do ministério Voz da Verdade, Carlos Alberto Moysés, e do pastor Marco Feliciano, que ministrou a palavra. O lançamento do DVD ocorreu na Expo Cristã, de 2010.
No ano de 2011, Lydia Moisés entra em estúdio para gravação de seu terceiro CD solo intitulado "O Encontro" que contou com a participação de seu pai  pr. José Luiz Moisés, suas irmãs Rebeca Moisés e Sara Moisés. Também, a cantora gospel Cassiane na música "A Hora Do Salvador", originalmente, lançada no álbum "Magnífico" da banda Voz da Verdade em 1991. O CD "O Encontro" foi lançado para vendas no dia 10 de setembro de 2011, atingindo 10.000 cópias vendidas em apenas duas semanas.
Em 2012, Lydia lança o CD "Maestro do Céu" que contou com a produção do maestro Ronny Barbosa, tendo 11 faixas, disco esse caracterizado pela mudança de estilo da intérprete, que optou por músicas mais no estilo pop pentecostal e pela ausência dos Whistles. No mesmo ano ela concorre ao Troféu Promessas na categoria melhor cantora.
Em novembro de 2012, a cantora fechou parceria de distribuição com a gravadora Sony Music Brasil, relançando o álbum "Maestro do Céu" em 2013. 
No dia 23 de novembro de 2013, Lydia participou do programa Raul Gil, cantando a música "Milagres Sobrenaturais", do álbum "Maestro do Céu" a artista recebeu das mãos de seus pais um disco de ouro pelas expressivas vendas do DVD "Lydia Moisés - Ao Vivo" lançado em 2010. Também, foi jurada do quadro "A Melhor Empregada Doméstica do Brasil" do programa Raul Gil.
Em 2014, Lydia se desliga da banda Voz da Verdade juntamente com a sua família. Em outubro do mesmo ano lançou o seu mais novo CD intitulado Vai Tudo Bem, sendo muito bem aceito pelo público evangélico, tendo 11 faixas contando com a produção do maestro Ronny Barboza, mantendo a musicalidade do álbum anterior e a participação de Paulo Zuckini na faixa "A Beira do Tanque".
Em 7 de abril de 2016, nasceu o filho Matheus Moisés, fruto de seu primeiro casamento com ex-marido Rafael Nobile Matos. No mesmo ano Lydia participou do CD Eu Posso Ver o Rei, álbum gravado pelo ministério Voz da Verdade Família Moisés, o qual ela interpreta duas canções "Aprendi A Voar" e "Emanuel".
Em 17 de julho de 2018, Lydia resgata o estilo mais voltado para o pop adoração e lança o novo single "Apaixonar Por Ti" com composição da cantora Priscilla Alcantara e a produção de Wellington Corrêa, a cantora informou que a canção fará parte do próximo álbum. O disco traria participação especial da dupla André e Felipe, porém até o momento somente este single foi lançado.
Em novembro de 2018, o maestro Ronny Barbosa lança o DVD Adoradores com a participação de Vanilda Bordieri, Canção & Louvor, Leandro Borges, Trio R3 e Lydia Moisés. Lydia participa no estilo pentecostal com "Deus de Elias", canção que faz parte de seu álbum "Vai tudo Bem" de 2014.
Em setembro de 2019, acontece a gravação de uma Live Sessions, em comemoração aos 20 anos de carreira. O single "Amanhecer", da compositora Daniela Brit, foi a primeira canção divulgada nas plataformas digitais. Gravado na igreja Voz da Verdade Família Moisés, a live contará com a participação de vários cantores.
Em 2019 chega ao fim o casamento da cantora Lydia Moisés, com o advogado Rafael Nobile Matos, após 10 anos de união a cantora não veio a público esclarecer o que de fato levou o fim da relação, nem mesmo, Rafael se pronunciou. Ex-marido que deixou a carreira de advogado para acompanhar e assessorar a cantora também, tornou-se pastor do Ministério Voz da Verdade Família Moisés. Amigos próximos da cantora afirmaram que, Rafael é um rapaz muito possessivo e dominador escolhendo lugares onde a cantora poderia, ou não se apresentar. Até mesmo escolhendo a cor do cabelo que Lydia deveria usar. Hoje a cantora mora com seus pais e o filho e está bem após o processo. Lydia resume esse momento em apenas três palavras: "Agora vou viver!".[carece de fontes?]
Em 2020, é divulgado em todas as plataformas digitais de Lydia Moisés, outras canções gravadas na Live Sessions, sendo "Oh Quão Lindo Esse Nome É / Agnus Dei", com participações de seus pais pr. José Luiz Moisés e pra. Rita Moisés e a música "Eu Posso", dueto com a cantora Jéssica Augusto.
Em 2024, Lydia lança "Worship" Voz da Verdade e Lydia Moisés com clássicos de sua carreira solo e de sua passagem pela banda Voz da Verdade e também, a single "Bravo Mar" com clipe oficial e composição de Moisés Cleyton. 
Também lança em 2024 "Sou Um Milagre" que contou com a produção de Raphael DanTop, álbum com 12 canções com releituras tanto na melodia quanto na interpretação de clássicos do Voz da Verdade e a oração em forma de canção "Protegida" com playback na íntegra disponível nas plataformas digitais. Participação especial da Nicoli Francini, na canção "Escudo".

## Discografia

#### Álbuns de estúdio
| Ano  | CD             | Vendas | Gravadora         | Produção         |
| ---- | -------------- | ------ | ----------------- | ---------------- |
| 2005 | Protegida      | 10.000 | Ly Records        | José Luiz Moysés |
| 2009 | Desafio        | 20.000 | Ly Records        | José Luiz Moysés |
| 2011 | O Encontro     | 15.000 | Ly Records        | José Luiz Moysés |
| 2012 | Maestro do Céu | 25.000 | Ly Records        | Ronny Barbosa    |
| 2014 | Vai tudo Bem   | 13.000 | Sony Music Gospel | Ronny Barbosa    |
| 2023 | Ao Vivo        |        |                   | Lydia            |
| 2024 | Worship        |        | Independente      | Lydia            |
| 2024 | Sou Um Milagre |        | Independente      | Raphael DanTop   |

#### Videografia
- 2010: Lydia Moisés Ao Vivo
- 2019: Live Sessions "Amanhecer"

Singles
- 2013: Acã
- 2013: Milagres Sobrenaturais
- 2017: Eu Aprendi a Voar
- 2018: Apaixonar por Ti
- 2019: Amanhecer (Ao Vivo)
- 2020: Oh Quão Lindo Esse Nome É/ Agnus Dei (Feat. José Luiz e Rita Moisés) (Ao Vivo)
- 2020: Eu Posso (Feat. Jéssica Augusto) (Ao Vivo)
- 2022: Hino Nacional Brasileiro
- 2024: Deus de Palavra
- 2024: Meu Melhor Amigo
- 2024: Sonhos
- 2024: Quero Conhecer Jesus
- 2024: Sublime
- 2024: O Trono de Deus
- 2024: Jamais Esquecerei
- 2024: Doce Espírito
- 2024: Lute
- 2024: Renova-me
- 2024: Escudo
- 2024: Quanto Amor
- 2024: Bravo Mar

## Atuações nas bandas Voz da Verdade e Família Moisés

### Voz da Verdade (1999-2014)
Lydia Moisés, ingressou oficialmente, como vocalista no conjunto Voz da Verdade, em 1999 no CD "O Espelho", e após ensaios e preparação de toda a estrutura de show com todos os integrantes do conjunto Voz da Verdade, sua imagem e interpretação cênica foi conhecida de modo expansivo no lançamento da gravação em VHS "O Espelho" (Ao Vivo) gravado em 8 de janeiro de 2000 no Ginásio do Ibirapuera em São Paulo com a canção "Esconderijo", em dueto com seu pai, José Luiz Moisés, composta por Carlos Alberto Moyses.
| Ano  | Álbum                         | Faixa | Compositor |
| ---- | ----------------------------- | --- | --- |
| 1999 | O Espelho                     | Esconderijo                                                                                                 | Carlos A. Moysés |
| 2000 | Deus Dormiu Lá Em Casa        | Exaltai | Carlos A. Moysés/Samuel Moysés |
| 2001 | Projeto no Deserto            | O Verbo | Carlos A. Moysés/Samuel Moysés |
| 2002 | Somos Mais Que Vencedores     | Ia Habib (Querido)                                                                                          | Samuel Moysés |
| 2002 | Somos Mais Que Vencedores     | Quantas Vezes                                                                                               | Carlos A. Moysés |
| 2003 | O Melhor De Deus está por Vir | Posso | Carlos A. Moysés/Samuel Moysés |
| 2003 | O Melhor De Deus está por Vir | Coração Puro                                                                                                | Carlos A. Moysés |
| 2003 | Os Três Primeiros             | Ele Virá | Carlos A. Moysés |
| 2004 | Sonhos                        | Creia | Versão: Lydia Moisés |
| 2004 | Sonhos                        | Volte para Vencer                                                                                           | José L. Moisés/Rita de Cássia Moisés |
| 2005 | Ainda Estou Aqui              | Maktub (Está Escrito)                                                                                       | Lydia Moisés |
| 2005 | Ainda Estou Aqui              | O Trono de Deus                                                                                             | José Luiz Moisés |
| 2005 | Ainda Estou Aqui              | Estar em Ti                                                                                                 | J.B Júnior |
| 2006 | Filho de Leão                 | Teatro da Vida                                                                                              | Carlos A. Moysés |
| 2006 | Filho de Leão                 | Renova-me                                                                                                   | Samuel Moysés |
| 2008 | 30 Anos Ao Vivo               | Além do Rio Azul                                                                                            | Carlos A. Moysés |
| 2009 | Chuva de Sangue               | A Oferta | Carlos A. Moysés |
| 2011 | Eu Acredito                   | O Milagre Bateu em Minha Porta                                                                              | Carlos A. Moysés |
| 2018 | Voz da Verdade - 40 Anos      | 1. Esconderijo 2. Posso 3. Além do Rio Azul 4. Ia Habib (Querido) 5. O Verbo 6. Renova-me 7. Teatro da Vida | 1. Carlos A. Moysés 2. Carlos A. Moysés/Samuel Moysés 3. Carlos A. Moysés 4. Rita de Cássia Moisés 5. Carlos A. Moysés/Samuel Moysés 6. Samuel Moysés 7. Carlos A. Moysés |

### Família Moisés (2016)
| Ano  | Álbum              | Faixa          | Compositor   |
| ---- | ------------------ | -------------- | ------------ |
| 2016 | Eu Posso Ver O Rei | Aprendi a Voar | Tony Ricardo |
| 2016 | Eu Posso Ver O Rei | Emanuel        | Tony Ricardo |